# Wraiths of Roanoke
Pour plus de détails, voir Fiche technique et Distribution.
Lost Colony (Wraiths of Roanoke) est un téléfilm américain réalisé par Matt Codd et diffusé le 13 octobre 2007 sur Sci Fi Channel.

## Synopsis
Après que les premiers colons de Roanoke sont arrivés sur l'île, ils se font décimer par les spectres maudits d'anciens vikings.

## Fiche technique
- Titre : Lost Colony: The Legend of Roanoke
- Titre original : Wraiths of Roanoke
- Réalisation : Matt Codd
- Scénario : Rafael Jordan
- Production : Dana Dubovsky, Rafael Jordan, Steven G. Kaplan, Mark L. Lester et Aaron Spitz
- Sociétés de production : American World Pictures et Rainstorm Entertainment (en)
- Budget : 2 millions de dollars américains
- Musique : John Dickson
- Photographie : Anton Bakarski
- Montage : Robin Russell
- Pays d'origine : États-Unis, Bulgarie
- Format : Couleurs - 1,85:1 - Dolby Digital - 35 mm
- Genre : Aventure, horreur
- Durée : 95 minutes
- Date de diffusion : 13 octobre 2007 (Sci Fi Channel)

## Distribution
- Adrian Paul : Ananias Dare
- Frida Show : Eleanor Dare
- Rhett Giles : George Howe
- Michael Teh : Manteo
- Mari Mascaro : Elizabeth Viccars
- Alex McArthur : John White
- George Calil (en) : Thomas Stevens
- Doug Dearth : Gregory Hemphill
- Atanas Srebrev (de) : Samuel Fillion
- Hristo Mitzkov : Ambrose Viccars
- Velislav Pavlov : Gaius Callis
- Rafael Jordan : Christopher Harvie
- Jonas Talkington : William Stark
- Suzette Kolaga : Emme Merrimoth
- Terence H. Winkless : le père Jacob

## Version française
- Société de doublage : NDE Production
- Direction artistique : Antony Delclève
- Adaptation des dialogues : Frédéric Alameunière
- Enregistrement et mixage :

## Autour du film
- Le tournage s'est déroulé en Bulgarie.
- À la fin du film, le personnage d'Ananias parle l'islandais, qui est la langue vivante la plus proche du vieux norrois.
- L'enfant d'Ananias et d'Eleanor Dare se nomme Virginia Eleanor Dare. Il fut le premier sujet anglais à naître en Amérique.